# Тюрьма Седная
Тюрьма Седна́я (также встречается написание Сайедна́я, фонетически близкое к именованию на араб. سجن صيدنايا‎), — тюрьма и концентрационный лагерь, расположенные к северу от Дамаска, управлявшиеся правительством Сирийской Арабской Республики с момента открытия в 1986 году до закрытия 8 декабря 2024 года в ходе падения режима Асада. Тюрьма Седная использовалась для содержания тысяч заключённых, как гражданских лиц, так и антиправительственных повстанцев и политзаключенных. Сирийский центр мониторинга за соблюдением прав человека подсчитал 9 января 2021 года, что 30 000 заключённых тюрьмы были убиты в ходе пыток, жестокого обращения и массовых казней с момента начала гражданской войны в Сирии, также Международная амнистия подсчитала в феврале 2017 года, что от 5000 до 13 000 заключённых были внесудебно казнены в период с сентября 2011 года по декабрь 2015 года.
Правозащитные организации выявили свыше 27 тюрем и центров содержания под стражей, находившихся под управлением правительства Асада, где заключённые подвергались регулярным пыткам и казням. Сирийский перебежчик, известный под псевдонимом «Цезарь», вывез из страны тысячи собственноручно сделанных фотографий, которые подтверждают факт пыток и убийств заключённых.
Бывший заключённый, Омар аль-Шогре, который был взят под стражу за участие в ненасильственном протесте, сообщил Amnesty International, что в тюрьме заключённые были вынуждены выбирать между собственной смертью или убийством одного из своих родственников или друзей. Омар также сообщил, что в одной из тюрем, в которой он находился, заключенные были принуждены к каннибализму, но это было «небесами» по сравнению с тем, что происходило в тюрьме Седная. Согласно данным Омара, в тюрьму Седная заключённых отправляли «на смерть» после процесса допроса, в том числе с применением пыток.
В тюрьме применялось множество пыток — от регулярных избиений и изнасилований до использования так называемых «ковров-самолётов», при которых жертву привязывают к складной деревянной доске, которую начинают постепенно складывать пополам до перелома позвоночника у жертвы. В 2017 году правительство США заявило, что в тюрьме Седная был построен крематорий для сожжения трупов заключённых и сокрытия следов преступлений.
8 декабря 2024 года при падении Дамаска тюрьма была захвачена сирийской оппозицией. Администрация тюрьмы согласилась сдаться повстанцам взамен на её безопасное отступление. В ходе захвата тюрьмы её заключённые были освобождены. По данным «Белых касок» на 9 декабря 2024 года, вся тюрьма была исследована, а её узники освобождены.
Тюрьма Седная по мнению вышеуказанных правозащитных организаций стала символом всей бесчеловечности режима Асада по отношению к гражданам Сирии, выражавшейся в пытках, изнасилованиях и казнях. После захвата тюрьмы повстанцами, Хайят Тахрир аш-Шам опубликовал список сбежавших сотрудников тюрьмы, которые стали самыми разыскиваемыми лицами в Сирии после Башара аль-Асада и его близких.

## История

### Основание и строительство тюрьмы (1978—1987)
Первые шаги для открытия тюрьмы начались в 1978 году, когда правительство Сирии начало изымать землю у землевладельцев в пользу Министерства обороны Сирии для строительства. Строительство было начато в 1981 году, а закончено в 1986 году, первые заключённые поступили в 1987 году.

### Ранняя деятельность и бойня 2008 года
По данным Сирийского центра мониторинга за соблюдением прав человека, 4 июля 2008 года в тюрьме произошло восстание, в котором заключённые предприняли попытки нападения на сотрудников тюрьмы, само же восстание, со слов одного из очевидцев, было спровоцировано действиями самих сотрудников, которые выкрикивали оскорбления в сторону заключённых и надругались над Кораном у них на глазах. Основная часть заключённых, а именно мусульман, поспешила защитить книгу, после этого сотрудники тюрьмы открыли огонь и убили 9 человек, при этом личность одного из убитых так и не была опознана. После этого инцидента начались столкновения заключённых с сотрудниками тюрьмы, а количество пострадавших насчитывало до 25 человек. Правозащитным организациям так и не удалось идентифицировать личности людей, пострадавших в ходе столкновений.
Правозащитная организация Human Rights Watch через своего регионального представителя Сару Уитсон направила звонок президенту Сирии Башару аль-Асаду с требованием о немедленном начале независимого расследования в связи с летальным применением силы сотрудниками тюрьмы. Новостное агентство САНА (подконтрольное режиму Асада) опубликовало краткий пресс-релиз, в котором сообщило о том, что «некоторое количество заключённых посеяло хаос и попыталось учинить беспорядки путём нападения на других сокамерников во время плановой проверки в тюрьме». Агентство также сообщило, что «ситуация потребовала вмешательства отряда охранников тюрьмы для установления порядка». Аммар Аль-Кураби, глава Национальной организации по правам человека, прокомментировал пресс-релиз, предложив сформировать комитет из активистов, которые смогут посетить учреждение для проверки условий заключения. Аль-Кураби подтвердил, что в тюрьме Седная на тот момент содержалось от 1500 до 2000 человек, из них 200 человек были связаны с исламскими формированиями, а часть из них участвовала в Иракской войне. Аль-Кураби также призвал провести расследование в отношении причастных к бойне и улучшении условий заключения.

### Период гражданской войны в Сирии (2011—2024)
После нескольких месяцев антиправительственных протестов в 2011 году многие заключённые, включая придерживающихся светских и исламистских течений, были выпущены в рамках нескольких амнистий. Многие из амнистированных заключённых взялись за оружие и стали лидерами исламистских повстанческих формирований, принявших участие в гражданской войне в Сирии (Джейш аль-Ислам, Ахрар аш-Шам, Сокур аш-Шам).

### Падение режима Асада и закрытие тюрьмы (2024)
8 декабря 2024 года тюрьма была захвачена повстанцами, в тот же день началось освобождение заключённых из тюрьмы. Многие из заключённых были вне себя от радости, в то время как другие пребывали в замешательстве. В Интернете начали появляться видео и фото из тюрьмы, запечатлевшие заключённых и их семьи.
Повстанцы проследовали в женское отделение тюрьмы, где приступили к освобождению женщин, некоторые из них были со своими детьми. Представившись, повстанцы сообщили заключённым, что «режим Асада пал», поэтому заключённые «могут идти, куда сами пожелают». Первоначальная реакция среди заключённых была недоумение, некоторые заключённые даже не знали, что президентом Сирии является Башар аль-Асад, а не его скончавшийся отец Хафез аль-Асад.
Во время захвата повстанцы обнаружили подземные камеры, где в условиях полной темноты содержались заключённые. Некоторые заключённые, застрявшие в туннелях под зданием тюрьмы, стали звать на помощь, что побудило повстанцев пробивать себе дорогу через цементные конструкции тюрьмы. В самих камерах были обнаружены только одеяла и пластиковые бутылки, используемые в качестве туалета. Некоторые заключённые, забывшие свои имена, ввиду сильной психологической травмы, были доставлены в близлежащие мечети для идентификации личности.
Повстанцами также был обнаружен пресс, который по их мнению, мог использоваться для прессовки останков казненных заключённых.
По словам Фаделя Абдуля Гани, директора Сирийской сети по правам человека, около 2000 заключённых были освобождены из тюрьмы. Ассоциация заключенных и пропавших без вести в тюрьме Седнаи (ADMSP) заявила, что у них есть документы, свидетельствующие о содержании в тюрьме 4300 заключённых на момент 28 октября 2024 года, из которых примерно столько же было освобождено.

## Нарушение прав человека в тюрьме

### Систематическое насилие и пытки

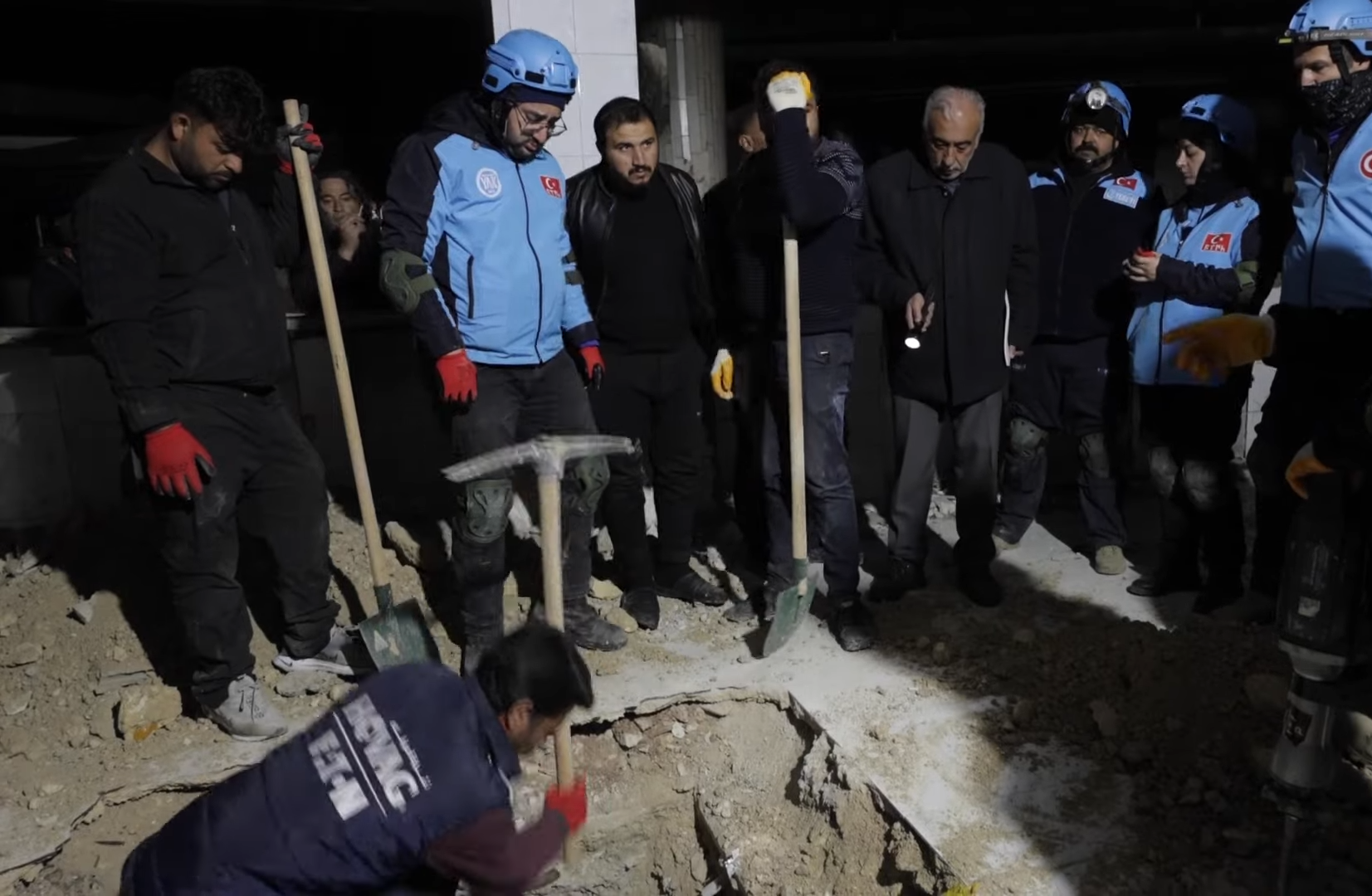
Турецкая спасательная команда пробивается через бетонный пол, чтобы попасть на нижние уровни тюрьмы Сайедная

Перед переводом в тюрьму Седная заключённые находились в других учреждениях для содержания под стражей в течение нескольких месяцев или даже лет, данная практика приобрела систематический характер после начала гражданской войны в Сирии в 2011 году. Сам процесс перевода подвергался международной критике, в частности со стороны Amnesty International, за несправедливые судебные решения. Заключённые, опрошенные Amnesty International, сообщили, что судебные разбирательства, на которых выносились их приговоры, представляли собой фарс и длились всего несколько минут. Некоторых заключённых намеренно вводили в заблуждение, сообщая им о том, что их переведут в обычную тюрьму, хотя на самом деле для них был вынесен смертный приговор. Другой части заключённых отказывали в проведении какого-либо судебного процесса.

Тюрьма Седная получила наиболее дурную популярность среди прочих тюрем, управляемых режимом Асада, как символ репрессий и бесчеловечных практик, применяемых в тюрьме на регулярной основе, таких как пытки, изнасилования и массовые казни. В 2012 году Human Rights Watch обнаружила 27 подобных тюрем, расположенных по всей территории Сирии, большинство из них находились в Дамаске. Размах жестокости был раскрыт сирийским перебежчиком под псевдонимом Цезарь, который был судмедэкспертом для военной полиции Сирии. По данным Сирийской сети по правам человека, в период с марта 2011 года по декабрь 2024 года через сеть тюрем прошли 136 614 человек, включая 3698 детей и 8504 женщин.
Согласно расследованию Amnesty International, проведённому в 2017 году, с 2012 по 2017 годы около 13 000 человек было повешено в тюрьме. В расследовании также сообщалось, со слов опрошенных бывших заключённых и сотрудников тюрьмы, что группы до 50 человек изымались из своих камер для проведения произвольных судов, затем подвергались избиению и казни. Большинство жертв были гражданскими лицами, которые считались представителями оппозиционных течений.

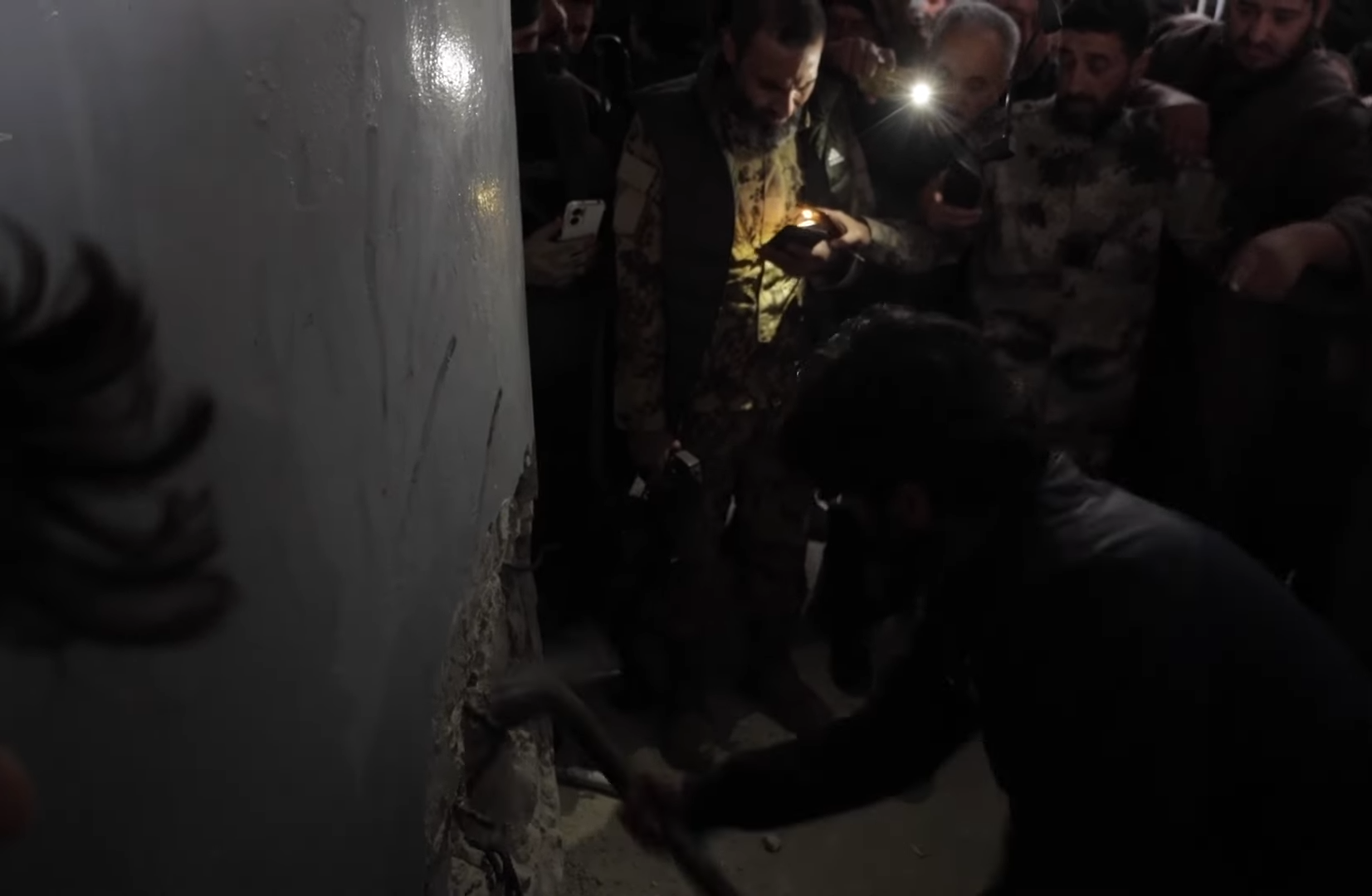
Чтобы найти потайные комнаты, мужчина пытается проделать дыру в бетонном полу тюрьмы Сайедная

Новые заключённые подвергались так называемой «приветственной вечеринке», во время которой они систематически избивались. Бывший заключенный, Салам, адвокат из Алеппо, описал этот процесс: «Солдаты демонстрируют свое „гостеприимство“ для каждой новой поступившей группы заключённых… Тебя бросают на землю и начинают бить кабелями, пластиковыми водопроводными трубами или железными прутами. Солдаты также используют, как они их сами называют, „танковые ремни“ — орудия, сделанные из покрышек, порезанных на полоски… Сами „танковые ремни“ издают необычный звук, похожий на небольшой взрыв. Я пытался разглядеть что-то через повязку, но всё, что я смог увидеть — это свою и чужую кровь. После первого удара ты перестаёшь понимать, что с тобой происходит на самом деле — это шок. Затем ты ощущаешь только боль…».
Заключённых также регулярно лишали пищи и воды, подвергали изнасилованию или самих заставляли кого-то насиловать. В одном из показаний говорится о следующем: «Они били меня, пока я лежал на земле, били армейскими берцами, целились в то место, на которое я перенёс операцию, позже я потерял сознание. Проснулся я в одиночной камере — они оттащили меня из той комнаты, в которой избивали. Моя тюремная роба была разорвана. Тело так сильно болело, что я даже не мог понять, насиловали ли меня или нет. Я ощущал невыносимую боль». Заключенные сообщали, что во время приёма пищи, их кормили едой, смешанной с кровью.
Из тюрьмы регулярно приходили сообщения о нечеловеческих условиях содержания заключённых, включая пытки, травлю голодом и спонтанные казни без судебного разбирательства.